# Вошберн (Висконсин)
Вошберн (енгл. Washburn) град је у америчкој савезној држави Висконсин.

## Демографија
По попису из 2010. године број становника је 2.117, што је 163 (-7,1%) становника мање него 2000. године.
| Група             | 2000.         | 2010.         |
| Белци             | 2.089 (91,6%) | 1.854 (87,6%) |
| Афроамериканци    | 4 (0,2%)      | 17 (0,8%)     |
| Азијати           | 10 (0,4%)     | 6 (0,3%)      |
| Хиспаноамериканци | 15 (0,7%)     | 33 (1,6%)     |
| Укупно            | 2.280         | 2.117         |